# Staßfurt
Staßfurt è una città di 24 293 abitanti del land della Sassonia-Anhalt, in Germania.
Appartiene al circondario del Salzland.

## Attività estrattive
Nel territorio comunale si trovano le celebri miniere di salgemma e di sali potassici che sfruttano uno dei più cospicui giacimenti del mondo, importante anche per la presenza di un notevole numero di minerali di origine evaporitica. Il giacimento è situato a circa 300 metri di profondità su una superficie di 1400 chilometri quadrati.

## Amministrazione

### Gemellaggi
Staßfurt è gemellata con:
- Lehrte